# Bank of America
Die Bank of America Corporation (BofA, BoA, BAC) ist eine US-amerikanische Großbank mit Hauptsitz in Charlotte, North Carolina. Das Unternehmen war seit Juli 2006 zeitweise das größte Kreditinstitut der Vereinigten Staaten. Die Ursprünge der Bank gehen auf die im Jahr 1784 gegründete Bank of Massachusetts zurück, was sie zusätzlich zur zweitältesten Bank der USA macht. Das Unternehmen ist an der NYSE und der Tokioter Börse gelistet. Die Marke Bank of America war 2008 mit 33,1 Milliarden US-Dollar die wertvollste Marke im Banksektor und lag damit weltweit auf Platz 14. Gemessen am Eigenkapital wurde sie im Jahre 2012 vom britischen Fachmagazin The Banker als größte Bank der Welt eingestuft.
Die Bank beschäftigte im Jahr 2016 213.000 Angestellte in 5.700 Filialen und erwirtschaftete einen Umsatz von 85 Milliarden US-Dollar. Die Bilanzsumme wurde 2016 mit 2,18 Billionen US-Dollar ausgewiesen. 2022 wies die BofA bereits 3.05 Billionen US Dollar, bei einer Eigenkapitalquote von 8,95 Prozent aus.
Die Bank of America steht auf der Liste global systemrelevanter Banken, ist also eine der Großbanken, die vom Financial Stability Board (FSB) als systemisch bedeutsames Finanzinstitut eingestuft wurden. Sie unterliegt damit einer besonderen Überwachung und strengeren Anforderungen an die Ausstattung mit Eigenkapital.

## Geschichte

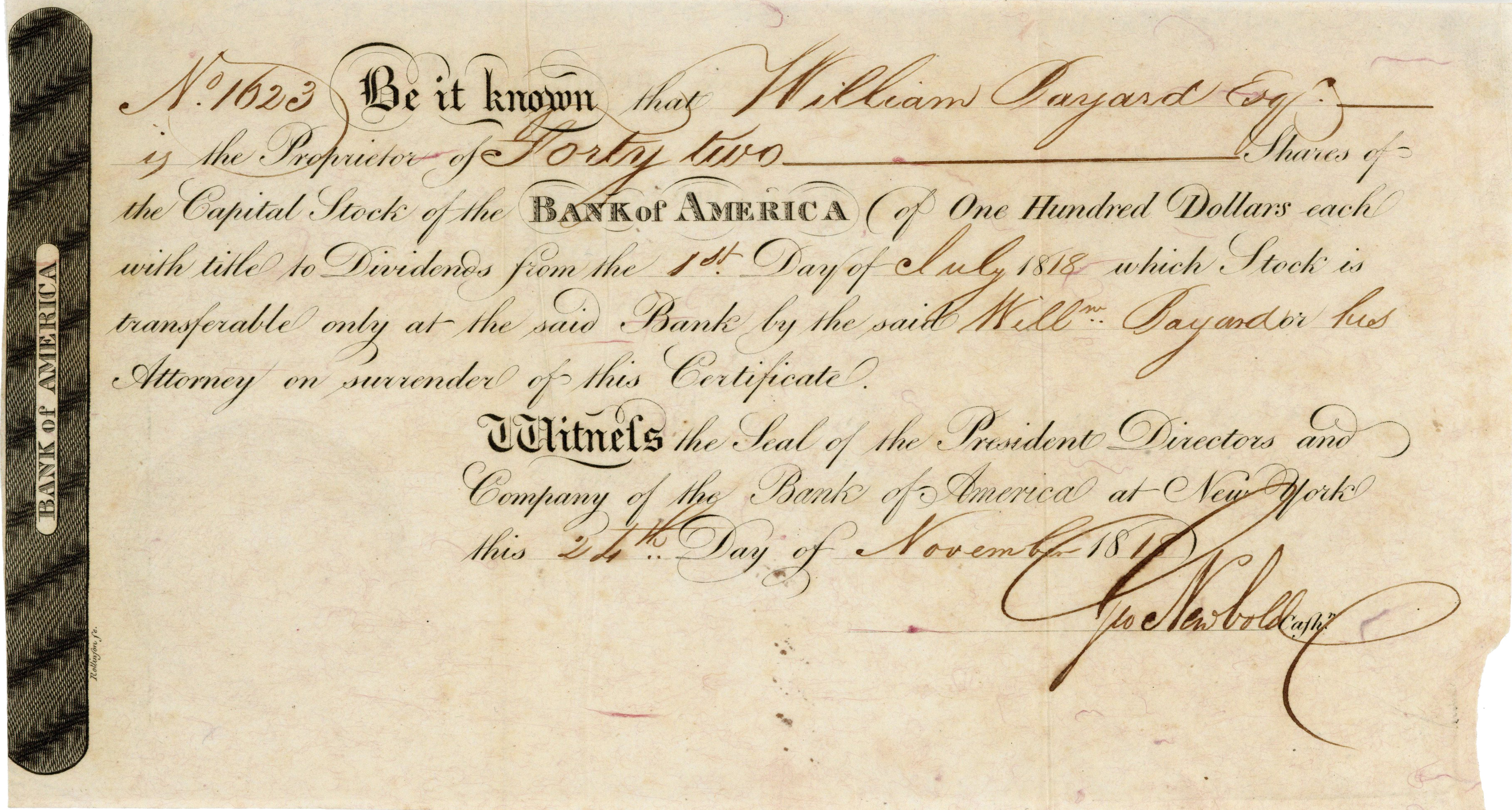
Aktie der Bank of America über 42 Anteile zu je 100 $, ausgegeben in New York am 24. November 1818, eingetragen auf William Bayard, Präsident der Bank ab 1814, im Original unterschrieben von George Newbold als Kassierer, Präsident der Bank ab 1832

Die BofA entstand durch eine lange Reihe von Fusionen und Zukäufen. Der Namensgeber wurde 1923 als Bank of America, Los Angeles, von Orra E. Monnette gegründet und fusionierte 1929 mit der Bank of Italy, San Francisco. Durch diverse Gesetze und Regulatorien wurde ihr Wachstum zunächst auf Kalifornien reduziert. 1958 hielt der Orden der Jesuiten 51 Prozent der Anteile. Erst nach dem Wegfall dieser Beschränkungen konnte die Expansion im Jahr 1983 mit dem Kauf der Seafirst Corporation, Seattle, fortgesetzt werden. 1992 erfolgte mit dem Kauf der Security Pacific Corporation die bis dahin größte Übernahme der Geschichte im Banksektor.
Im Januar 2025 ist die Bank of America aus der UN-Brancheninitiative Net-Zero Banking Alliance (NZBA) ausgetreten. Bis dahin hatte sich die Großbank verpflichtet, ihre Kredit- und Anlageprodukte spätestens bis zum Jahr 2050 klimaneutral zu gestalten.

### NationsBank
Die Entstehung der NationsBank geht auf das Jahr 1874 zurück, als die Commercial National Bank gegründet wurde, die 1957 mit der American Trust Co. zur American Commercial Bank fusionierte. 1960 wurde der Name in North Carolina National Bank und 1992, nach einer Reihe weiterer Zukäufe, in NationsBank geändert.

### Bank of America
Die heutige Bank of America entstand schließlich durch den Aufkauf der Bank of America durch die NationsBank im Jahr 1998. Die NationsBank mit Sitz in Charlotte übernahm mit dem Kauf auch den Namen Bank of America, der Sitz der Gesellschaft blieb in North Carolina. Die neue Gesellschaft setzte ihre Expansion weiter fort und erwarb auch die FleetBoston Financial mit Sitz in Boston, deren Entstehung bis 1784 zurückgeht.

### BankAmericard
Die BankAmericard ist der Vorgänger der VISA-Card; die Bank of America gilt als deren Erfinder mit der Herausgabe der ersten Kreditkarten im Jahr 1959. 1977 erfolgte die Umbenennung in VISA.

### Banken- und Finanzkrise ab 2008
Auf Grund der Finanzkrise 2007/2009 kaufte die Bank of America für 2,5 Milliarden US-Dollar das angeschlagene Unternehmen Countrywide Financial. Am 15. September 2008 wurde bekannt, dass Merrill Lynch, die zu dieser Zeit drittgrößte Investmentbank der Vereinigten Staaten, übernommen wird. Die Übernahme wurde mit Aktien im Wert von 50 Milliarden US-Dollar bezahlt. Der Kauf von Lehman Brothers, der viertgrößten Investmentbank der USA, wurde von der Bank of America abgesagt. Am selben Tag meldete Lehman Brothers Insolvenz an. Die Bank of America erhielt bislang 25 Milliarden US-Dollar aus dem staatlichen Bankenrettungsplan.
Am 17. November 2008 teilte sie mit, als langfristige strategische Investition den Rest einer Option zum Kauf von Aktien des Staatsfonds China Safe Investments auszuüben, und hielt damit 44,7 Milliarden Aktien der China Construction Bank: Man schrieb diesen zum Zeitpunkt des Kaufs einen Wert von etwa 24 Milliarden US-Dollar zu.
Am 11. Dezember 2008 wurde eine Presseerklärung veröffentlicht, wonach innerhalb von drei Jahren zwischen 30.000 und 35.000 Arbeitsplätze abgebaut werden sollen. Im Januar 2009 wurde bekannt, dass die Bank of America von der US-amerikanischen Bundesregierung weitere 20 Milliarden US-Dollar aus dem staatlichen Rettungspaket erhält. Der Staat erhält im Gegenzug Bank-of-America-Vorzugsaktien. Im vierten Quartal war wegen der Vorsorge für Kreditausfälle, Abschreibungen und Verlusten im Handelsgeschäft ein Verlust von 2,4 Milliarden US-Dollar angefallen.
Der Aktienkurs der Bank of America ist während der Krise von 50 US-Dollar im April 2007 auf 3,14 US-Dollar im März 2009 gefallen.
Am 22. September 2009 gab die Bank bekannt, dass sie den staatlichen Schutzschirm verlassen und insgesamt 425 Millionen US-Dollar an das Finanzministerium, die Notenbank und die Einlagensicherung für die Auflösung des Sicherungsvertrages zahlen werde. Die Bank hat alle ihre Verbindlichkeiten gegenüber der US-Regierung in Höhe von 45 Milliarden US-Dollar (rund 30 Milliarden Euro) auf einen Schlag zurückgezahlt. Das Geld hierfür brachte die Bank durch die Ausgabe von Wandelschuldverschreibungen und den Verkauf eigener Vermögenswerte auf.
Am 20. Oktober 2010 wurde bekannt, dass eine Gruppe von Investoren die Bank of America zwingen wollte, in Anleihen verpackte problematische Hypotheken (siehe auch Subprime-Markt) im Wert von rund 47 Milliarden US-Dollar zurückzukaufen. Insgesamt acht Anleger warfen der Bank Fehler im Umgang mit den Hypotheken sowie irreführende Angaben zur Qualität der Papiere vor.
Am 29. Juni 2011 gab die Bank of America bekannt, dass sie mit den betreffenden Investoren einen Vergleich über 8,5 Milliarden US-Dollar abgeschlossen hatte. Für weitere strittige Fälle wurden nochmals 5,5 Milliarden US-Dollar von der Bank zurückgestellt.
Ebenso wurde am 25. August 2011 bekannt, dass Berkshire Hathaway 5 Milliarden US-Dollar in die Bank of America investiert, hierfür erhielt es Vorzugsaktien mit einer Verzinsung von sechs Prozent im Jahr.
Am 29. August 2011 teilte die Bank of America mit, dass sie zur Eigenkapitalaufstockung die Hälfte der 10-prozentigen Beteiligung im Wert von 8,3 Milliarden US-Dollar an der China Construction Bank an nicht genannte Investoren verkauft. Einen Anteil von rund fünf Prozent wird die Bank weiterhin behalten. Am 14. November 2011 gab die Bank of America bekannt, dass sie sich von weiteren 10,4 Mrd. Aktien an der China Construction Bank trennt. Somit hält die BofA nun noch knapp 1 Prozent an der China Construction Bank. Mit dem Anteilsverkauf wollte die Bank of America ihre Kernkapitalquote anheben.
Im September 2011 stufte die Ratingagentur Moody’s die Bonität der langfristigen Kredite der Bank of America um zwei Stufen von „A2“ auf „Baa1“ herab. Es sei weniger wahrscheinlich, dass die US-amerikanische Regierung einschreiten werde, um eine in Schwierigkeiten geratene Großbank vor einer Krise zu bewahren.
Für das erste Quartal 2012 wies die Bank of America Chart einen Gewinn von 328 Millionen US-Dollar aus (zum Vergleich: JP Morgan Chase 5,4 Milliarden; Citigroup 2,9 Milliarden US-Dollar).
Am 1. Mai 2012 wurde bekannt, dass die BoA 2000 hochbezahlte Funktionsträger im Investmentbanking entlassen will.
Die Bank of America ist das erste Kreditinstitut unter den Hauptmitgliedern der FIDO-Allianz, die seit 2013 den Industriestandard Universal Second Factor (U2F) für eine allgemein anwendbare Zwei-Faktor-Authentifizierung entwickelt hat.
Als Folge der Finanzkrise zeichnet sich eine neue Rekordbuße für die Bank of America ab. Es droht dem Kreditinstitut eine neue Strafe von mindestens 12 Milliarden US-Dollar wegen unlauterer Hypothekengeschäfte. Mit dem amerikanischen Justizministerium und Behörden mehrerer Bundesstaaten finden Verhandlungen über einen außergerichtlichen Vergleich statt. Die Unterhändler der Regierung drängen auf ein deutlich höheres Bußgeld.

### Übernahme von Merrill Lynch
Am 14. September 2008 äußerte die Bank of America ihre Absicht, Merrill Lynch & Co., Inc. zu kaufen, zum 1. Januar 2009 wurde die Übernahme vollzogen.

### Verlagerung des Europasitzes
Infolge des Brexit verlagerte die Bank of America ihren Europasitz von London nach Dublin.

### Keep the Change-Programm
Bank of America führte 2005 das "Keep the Change"-Programm ein, in dem Kunden bei Zahlung mit Kreditkarte automatisch aufgerundete Restbeträge auf ein Sparkonto überweisen. Das Programm war das Resultat eines nutzerzentrierten Designprojekts der Bank. Mehr als 12 Millionen Kunden haben sich für das Sparprogramm angemeldet. Das Vorgehen der Bank wird weithin als Fallstudie im Design Thinking vorgestellt.

## Geschäftszahlen
| Jahr | Bilanzsumme in Mio. US-$ | Umsatz in Mio. US-$ | Bilanzgewinn in Mio. US-$ | Preis je Aktie in US-$ |
| ---- | ------------------------ | ------------------- | ------------------------- | ---------------------- |
| 2005 | 1.291.803                | 85.064              | 16.447                    | 34,30                  |
| 2006 | 1.459.737                | 116.767             | 21.111                    | 39,61                  |
| 2007 | 1.715.746                | 119.696             | 14.692                    | 41,23                  |
| 2008 | 1.817.943                | 113.106             | 2.487                     | 27,08                  |
| 2009 | 2.230.232                | 150.450             | −2.204                    | 11,46                  |
| 2010 | 2.264.909                | 134.194             | −3.599                    | 13,66                  |
| 2011 | 2.129.046                | 115.074             | 85                        | 9,36                   |
| 2012 | 2.209.974                | 100.078             | 2.760                     | 7,93                   |
| 2013 | 2.102.273                | 101.697             | 10.082                    | 12,67                  |
| 2014 | 2.104.534                | 96.829              | 4.476                     | 15,45                  |
| 2015 | 2.144.287                | 93.514              | 14.427                    | 15,84                  |
| 2016 | 2.188.067                | 93.662              | 16.140                    | 14,95                  |
| 2017 | 2.281.234                | 100.264             | 16.618                    | 24,32                  |
| 2018 | 2.354.507                | 109.627             | 26.696                    | 29,70                  |
| 2019 | 2.434.079                | 113.589             | 25.998                    | 29,56                  |
| 2020 | 2.819.627                | 93.753              | 16.473                    | 26,31                  |
| 2021 | 3.169.495                | 93.851              | 30.557                    | 40,86                  |
| 2022 | 3.051.375                | 115.053             | 26.015                    | 31,12                  |
| 2023 | 3.180.151                | 171.912             | 24.866                    | 32,63                  |
| 2024 | 3.261.519                | 192.434             | 25.503                    | 43,67                  |

## Anteilseigner
Einer der größten Stakeholder war 2011 die Investmentgesellschaft Warren Buffett's Berkshire Hathaway über Bezugsrechte
Die größten institutionellen Anleger sind die folgenden fünf:
| 1. | Berkshire Hathaway, Inc. (Investment Management) | 11,94 % |
| 2. | Berkshire Hathaway, Inc.                         | 11,70 % |
| 3. | Vanguard Group, Inc. (Subfiler)                  | 6,81 %  |
| 4. | State Street Corp.                               | 3,88 %  |
| 5. | Fidelity Management & Research Co. LLC           | 2,23 %  |

## Gebäude

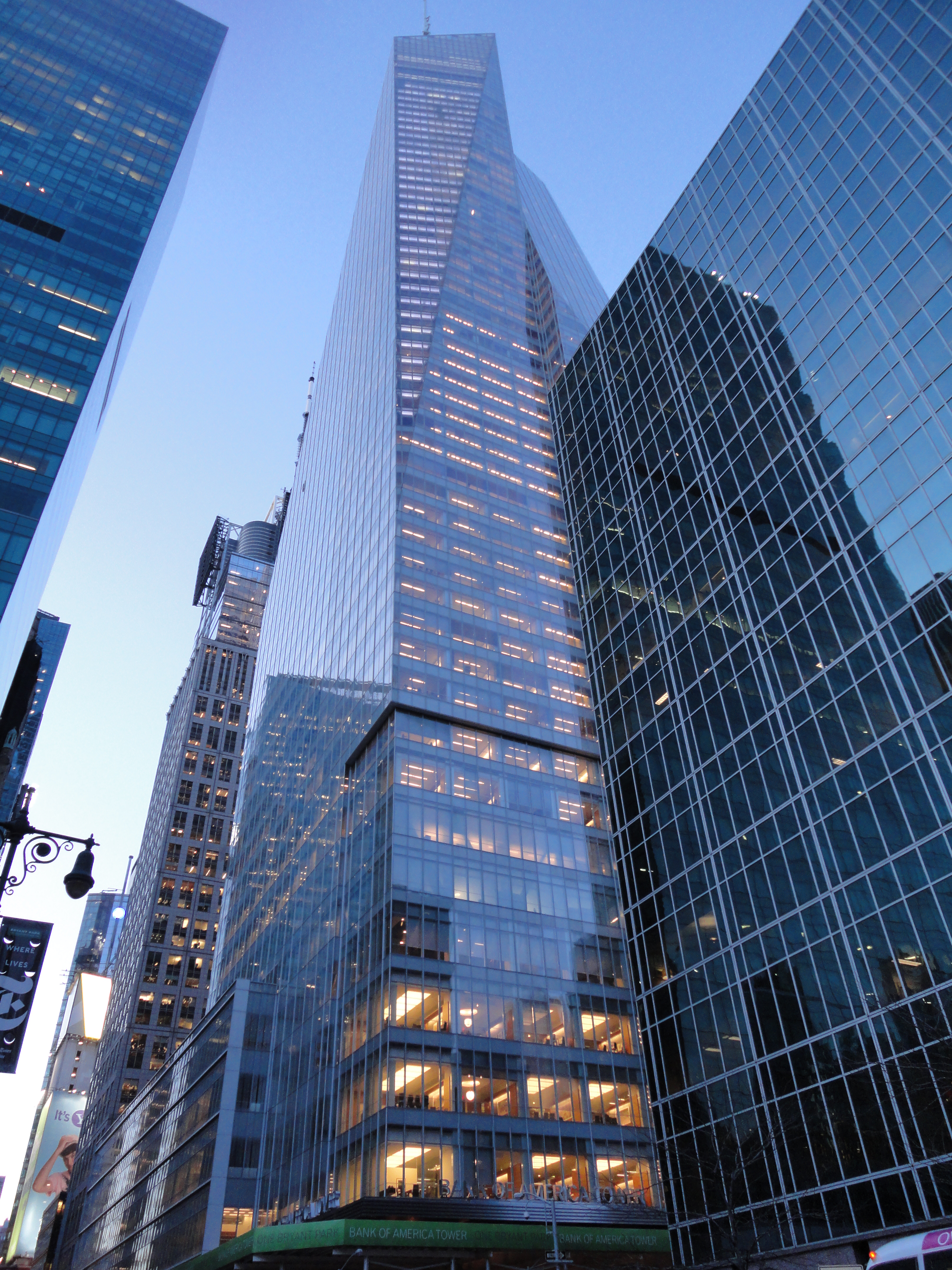
Bank of America Tower in New York

Im Laufe der Zeit gab die Bank of America in verschiedenen amerikanischen Städten Bauaufträge für hohe Gebäude in Auftrag, um dort einige Büros einzurichten. Bekannte Gebäude sind:
- Bank of America Corporate Center
- Bank of America Plaza (Atlanta)
- Bank of America Tower (New York City)
- Bank of America Plaza (Dallas)
- Bank of America Tower (Jacksonville)